# Chiemské jezero
Chiemské jezero (německy Chiemsee) zvané také „Bavorské moře“ je jezero na jihovýchodě Německa v Bavorsku. Má rozlohu 79,9 km² a dosahuje maximální hloubky 73,4 m. Leží v nadmořské výšce 518,2 m. Jezero pomalu zaniká. V době jeho vzniku na konci doby ledové (před 10 000 lety) mělo plochu zhruba 240 km², tj. třikrát větší než dnes. Během posledních 100 let se zmenšila vodní hladina o asi 2 km².

## Pobřeží
Délka pobřeží jezera je 63,96 km (včetně ostrovů 83 km).

## Ostrovy
Na jezeře se nacházejí 4 ostrovy Herreninsel (238 ha), Fraueninsel (15,5 ha), Krautinsel (3,5 ha) a Schalch (22 m²).

## Vodní režim
Jezero napájí potok Tyroler Ache přitékající z Chiemgauských Alp. Ten do něj přináší písek a říční štěrk a tak se jezero pomalu zanáší. Z jezera odtéká řeka Alz do řeky Inn (povodí Dunaje).

## Využití
Na jezeře je rozvinutá vodní doprava a rybářství. Na břehu se nacházejí obce Prien am Chiemsee, Seebruck, Chieming, Gstadt.